# تشارلز رامزي ستيرلينغ شتاين
تشارلز رامزي ستيرلينغ شتاين هو عسكري كندي، ( 1897 – 1973 م).